# 리만가설 해결을 위한 움직임
수학
수론
해석적 수론
틀:리만가설
리만가설 해결을 위한 움직임은 리만가설의 증명을 목표로 한 역사적·수학적 접근들의 집합을 의미한다. 리만 제타 함수의 비자명한 영점들이 모두 임계선 위에 놓인다는 명제는 수론의 근간을 이루며, 소수 정리와 수의 분포에 깊은 영향을 미친다. 본 문서는 리만가설의 해결을 위한 다양한 수학적 시도와 수학자들의 전략을 정리하고, 아직 증명되지 않은 이 명제를 향한 현대 수학의 움직임을 서술한다.

## 이론적 배경
리만가설은 베른하르트 리만이 1859년 논문 Über die Anzahl der Primzahlen unter einer gegebenen Grösse에서 제시한 명제로, 복소해석학을 기반으로 하여 리만 제타 함수의 해석적 연속과 함수방정식을 전제로 한다.
{\displaystyle \zeta (s)=\sum _{n=1}^{\infty }{\frac {1}{n^{s}}},\qquad \mathrm {Re} (s)>1}
이를 해석적으로 연속한 후, 모든 비자명한 영점이 {\displaystyle \mathrm {Re} (s)={\frac {1}{2}}} 위에 존재한다는 것이 리만가설이다.

직선의 실부를 변화시켰을 때 제타함수가 그리는 궤적의 변화이다.

## 주요 접근
리만가설을 향한 수학적 시도는 다음의 다섯 가지 큰 범주로 나뉜다.

### 함수론적 접근
복소해석학의 정밀한 구조를 이용하여 제타 함수의 영점을 직접 연구하는 방식이다. 하디, 리틀우드, 세르베르그 등은 함수의 성질만으로 부분 결과를 도출하였으며, 예컨대 하디는 임계선 위에 무한히 많은 영점이 존재함을 보였다.

### 스펙트럼 해석 접근
힐베르트-폴리야 추측에 기반하여, 제타 함수의 영점이 어떤 자기수반 작용소의 스펙트럼에 대응된다고 가정한다. 양자역학의 스펙트럼 이론 및 비제한 연산자 이론이 중심 도구로 사용되며, 이는 수학적 물리학의 분야와도 접점을 이룬다.

### 확률 및 통계적 접근
무작위 행렬 이론에 기반한 접근으로, 몽고메리의 짝수간격 추측과 고든의 수치 실험은 제타 함수 영점과 고이레 앙상블 사이의 분포적 유사성을 보여주었다. 이는 통계역학적 모형과 연결된다.

### 범함수적 해석
제타 함수를 프레셰 공간, 하디 공간 등에 재구성하여, 제타 함수의 완비성 혹은 힐베르트 공간 상의 위상적 조건으로부터 임계선을 도출하려는 시도이다.

### 기하학적 접근
아델리 기하학, 수체의 유한장 유비 이론, 모티브 이론 등 대수기하학의 관점을 적용하여 제타 함수를 보다 일반적인 L-함수로 확장한 뒤, 함수체 버전에서의 리만가설 성립을 이용하여 수체의 경우로 이식하려는 접근이다.

## 수학적 탐색 과정
이 문서에서는 가설 해결을 위한 가상의 연구 과정을 서술한다. 이는 실제 증명이 아닌, 개연성과 수학적 정합성을 중심으로 한 실험적 모형이다.

### 전략 개요
- 리만 제타 함수 {\displaystyle \zeta (s)}에 대한 완비 함수 공간 {\displaystyle {\mathcal {H}}}를 구성한다.
- 이 공간 위에서 작용하는 자기수반 작용소 {\displaystyle T}를 정의하여, 다음을 만족하도록 설계한다.

{\displaystyle Tf=\lambda f\quad \Rightarrow \quad \zeta ({\tfrac {1}{2}}+i\lambda )=0}
- {\displaystyle T}의 스펙트럼이 허수축에 국한됨을 보일 경우, 리만가설이 참임을 귀결한다.

### 기술적 세부 사항
- {\displaystyle \zeta (s)}를 {\displaystyle L^{2}(0,\infty )} 위의 멜린 변환을 이용하여 조작
- 하디 공간 {\displaystyle H^{2}(\mathbb {C} _{1/2})}에 완비 기저를 구축
- {\displaystyle \zeta (s)}의 로그 도함수를 작용소적 기저로 환원하는 특수 변환 사용

### 난점
- 작용소이론에서의 상계 증명은 제타 함수의 미분적 성질에 의존
- 성질의 전이(Property transfer)의 정당성 요구
- 비자명한 영점이 실제로 임계선 위로만 모이는 조건을 자기수반성으로부터 유도하는 정당화가 필요

## 가설적 결론
위와 같은 구성 하에서, 작용소 {\displaystyle T}의 스펙트럼이 실수선 위에 존재함이 보인다면, 영점 {\displaystyle \rho }가 {\displaystyle \mathrm {Re} (\rho )={\tfrac {1}{2}}}임을 귀결하게 되어, 리만가설이 성립함을 의미한다. 이는 힐베르트-폴리야 추측과 논리적으로 동등하다.

## 관련 어휘
- 리만 제타 함수
- 자기수반 연산자
- 무작위 행렬 이론
- 힐베르트 공간
- 모듈러 형식
- 해석적 수론
- 대수적 수론
- 대수기하학

## 참고 문헌
- H.M. Edwards (1974). 《Riemann's Zeta Function》. Dover Publications.
- E.C. Titchmarsh (1986). 《The Theory of the Riemann Zeta-Function》. Oxford University Press.
- Alain Connes (1997). 《Noncommutative Geometry and the Riemann Zeta Function》. Collège de France Lecture Notes.
- J.B. Conrey (2003). 《The Riemann Hypothesis》. Notices of the AMS.